# Systropus buettneri
Systropus buettneri är en tvåvingeart som först beskrevs av Günther Enderlein 1926.  Systropus buettneri ingår i släktet Systropus och familjen svävflugor.
Artens utbredningsområde är Ghana. Inga underarter finns listade i Catalogue of Life.